# Фернан Фуро
Фернан Фуро (на френски: Fernand Foureau) е френски армейски офицер, инженер-геодезист, топограф, изследовател на Африка.

## Ранни години и кариера (1850 – 1882)
Роден е на 17 октомври 1850 година в Сен Барбант, Лимузен, Франция. През 1876 започва работа като инженер-геодезист във френска нефтена компания и до 1882 картира районите на множество сондажни кладенци в Алжир. През 1882 напуска нефтената компания и постъпва в армията.

## Експедиционна дейност (1883 – 1897)
В периода 1883 – 1897 извършва девет военно-научни експедиции в Централна Сахара с цел проектиране и построяване на транссахарска жп линия, едновременно с това заснема и картира огромни участъци от Алжир, Нигер и Чад, и спомага за тяхното колонизиране и завладяване.
През 1890 от оазиса Уаргла (32°00′ с. ш. 5°20′ и. д. / 32° с. ш. 5.333333° и. д.) се придвижва до платото Тадемаит (28º с.ш.), като до 1893 картира пустинния район населен с туареги.
През 1894 завзема Ин Салах (27°10′ с. ш. 2°30′ и. д. / 27.166667° с. ш. 2.5° и. д.), а през 1895 – 1897 – Ахагар, като едновременно с военното завладяване на района продължава топографската си дейност.
През 1898 начело на голям френски окупационен корпус от Ахагар продължава на югоизток, след тежки сражения с местните племена, в едно от които загива неговият сподвижник и приятел Амедей Франсоа Жозеф Лами, завзема Агадес (17°00′ с. ш. 8°00′ и. д. / 17° с. ш. 8° и. д.) и Зиндер (13°45′ с. ш. 9°00′ и. д. / 13.75° с. ш. 9° и. д.) в Нигер и през 1900 достига до езерото Чад. След това се изкачва по река Логоне, спуска се по Убанги и по Конго до устието му.
По време на дългогодишния рейд той и неговите офицери определят астрономически координатите на 512 пункта, които стават основа за привързване на топографските измервания и съставянето на нови истински карти на тези райони. Събират огромен материал за орографията, геологията, климата, флората и фауната на Централна Сахара, картират хиляди квадратни километри и извършват маршрутни топографски снимки на голямо протежение.
Главният резултат от цялата му дългогодишна дейност в тези райони на Африка е този, че Френската колониална империя се разпростира в Африка от Средиземно море до устието на река Конго.

## Следващи години (1898 – 1914)
За дългогодишната си изследователска дейност в Сахара Фуро е награден с множество медали и отличия на различни географски дружества, в т.ч. големия златен медал на Френското географско дружество от 1901 година.
През 1906 г., оставайки в Сахара, Фуро е назначен за губернатор на Майот и Коморските о-ви, а от 1908 до 1913 е управител на остров Мартиника.
Умира на 17 януари 1914 година в Париж на 63-годишна възраст. Погребан е в гробище Пер Лашез.

## Трудове
Резултатите от 17-годишните проучвания, Фуро представя в книгите си:
- „Une mission au Tademait“, Paris, 1890;
- „D'Alger au Congo par le Tchad“, Paris, 1902;
- „Documents scientifiques de la mission saharienne (mission Foureau – Lamy)“, Paris, 1905.

## Памет
- Неговото име носи булевард в Париж.